# Birgerbohlinia schaubi
La birgerbohlinia (Birgerbohlinia schaubi) è un mammifero artiodattilo estinto, appartenente ai giraffidi. Visse nel Miocene superiore (Turoliano, circa 8 milioni di anni fa) e i suoi resti fossili sono stati ritrovati in Europa.

## Descrizione
L'aspetto di questo animale era molto diverso da quello delle attuali giraffe, e anche da quello dell'okapi. Era invece piuttosto simile ad alcuni grandi bovidi attuali, come l'antilope alcina. Il corpo era molto robusto e il collo era corto e forte, mentre le zampe erano slanciate ma ben adatte a sostenere il gran peso dell'animale. Le zampe anteriori erano leggermente più lunghe di quelle posteriori, dando all'animale un aspetto vagamente pendente. Il cranio robusto era dotato di quattro corna; il paio anteriore, più breve, era posizionato sopra le orbite e diretto in alto, mentre il paio posteriore era più lungo, diretto posteriormente e leggermente ricurvo. Come le giraffe attuali, Birgerbohlinia possedeva corna rivesitite di pelle (ossiconi) e non di cornea, come invece possiedono i bovidi. Birgerbohlinia poteva raggiungere 1,8 metri al garrese.

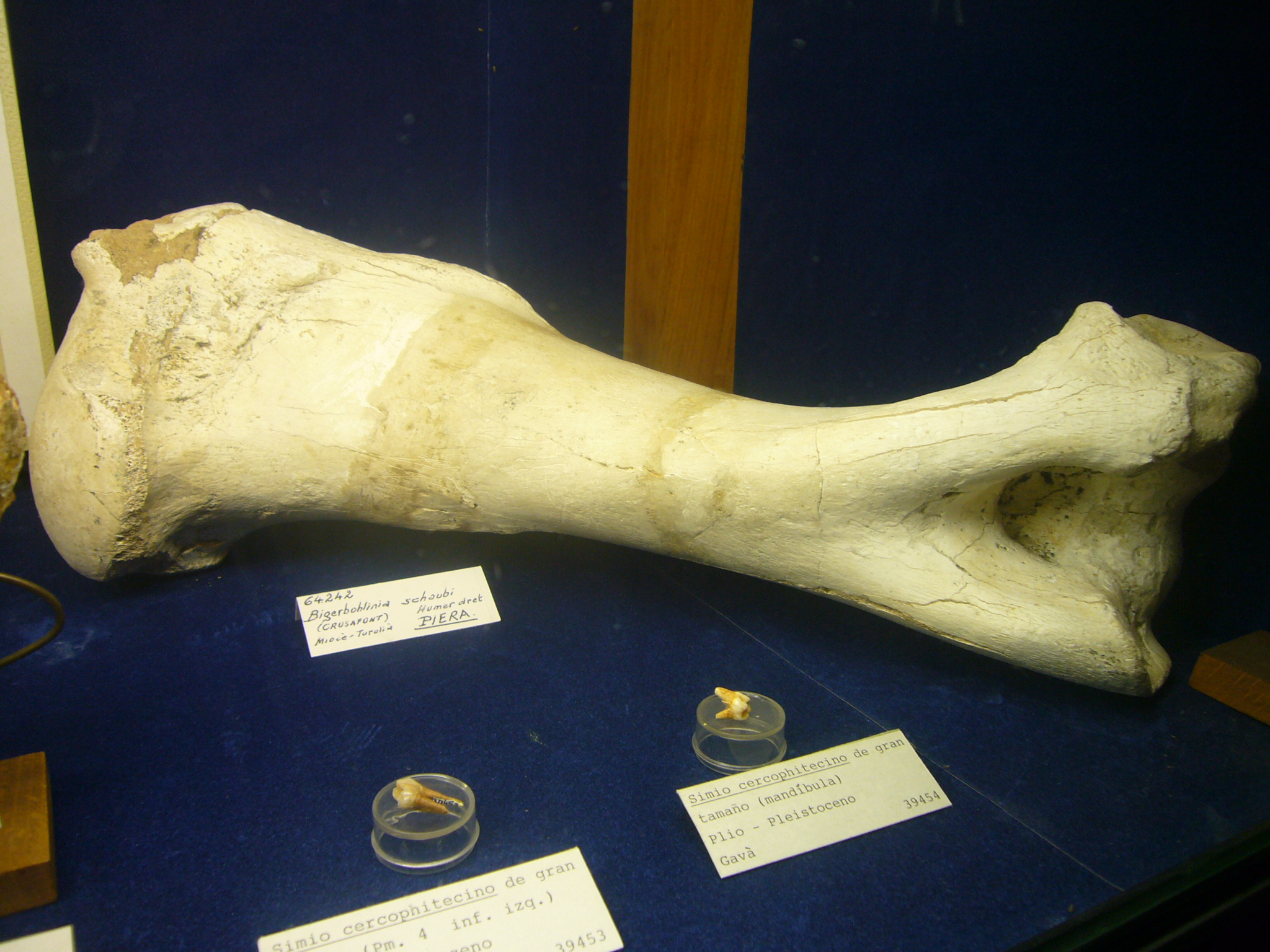
Omero destro di Birgerbohlinia schaubi

## Classificazione
Birgerbohlinia è considerato un tipico rappresentante dei sivateriini, un gruppo di giraffidi estinti caratterizzati dalla corporatura massiccia e dalla presenza di quattro corna sul capo. Birgerbohlinia è ben noto attraverso fossili dello scheletro postcranico ritrovati in varie zone dell'Europa occidentale (soprattutto nel sito di Piera, in Spagna), ma solo negli anni '80 sono venuti alla luce, nel sito di Crevillente (Spagna) reperti ben conservati del cranio. Sembra che i sivateriini si siano originati nel corso del Miocene medio con forme come Decennatherium, per poi diffondersi in Europa occidentale (con Birgerbohlinia) e in Europa orientale (con Helladotherium). Altre forme mioceniche sono state ritrovate in Asia e in Africa.